# Fallout 1.5: Resurrection
Fallout 1.5: Resurrection là một bản mod dành cho tựa game Fallout 2. Đây vốn là thành quả của nhóm bốn người hâm mộ game đến từ Cộng hòa Séc, một phiên bản được phát hành tại đó vào ngày 3 tháng 10 năm 2013. Nhóm hâm mộ chỉ làm bản mod trong thời gian rảnh khiến cho quá trình phát triển tựa game này mất khoảng 10 năm. Bản mod cung cấp cốt truyện và địa điểm hoàn toàn mới. Người ta ước tính để hoàn thành tựa game này phải tốn đến 25 giờ chơi.
Cái tên Resurrection không chỉ tượng trưng cho sự hồi sinh của một Fallout cũ mà còn là nhân vật chính của mod được hồi sinh.
Phiên bản tiếng Anh của mod được phát hành vào ngày 15 tháng 7 năm 2016.

## Lối chơi
Bản mod có lối chơi giống như tựa game gốc. Người chơi có thể tự do di chuyển theo ý muốn cho đến khi tham chiến với quân địch. Phần chiến đấu cung cấp cho người chơi một số điểm hành động giúp di chuyển, khai hỏa, kiểm tra trang bị, nạp đạn và những thứ tương tự. Một khi người chơi sử dụng hết số điểm hành động này thì sẽ kết thúc lượt đi của mình và tới phiên kẻ địch khởi động lượt đi của chúng. Nếu người chơi sống sót mà không hề hấn gì thì được khôi phục điểm hành động. Thương tích và chất độc có thể làm giảm số điểm hành động sẵn cả trong một lượt chơi và bán vĩnh viễn cho đến khi trận chiến kết thúc và người chơi được dùng thuốc điều trị vết thương. Giao tranh và hoàn thành các công việc hoặc nhiệm vụ ban thưởng cho người chơi điểm kinh nghiệm và dùng số điểm này thăng cấp cho nhân vật của mình và áp dụng những phần thưởng (gọi là perk) có lợi khiến nhân vật của người chơi sở hữu năng lực phù hợp hơn với thế giới hậu tận thế đầy nguy hiểm. Nhìn chung lối chơi trong game chỉ gồm có việc du hành và tương tác với cư dân và đoàn thể địa phương nhằm hoàn thành mục tiêu và hỗ trợ hoặc cản trở các NPC. Hành động của người chơi quyết định câu chuyện hoặc lối chơi đầy cơ hội trong tương lai có sẵn. Các chủ đề dành cho người trưởng thành như uống rượu, sử dụng ma túy và tình dục đều có mặt trong bản mod này.
Tội phạm có tổ chức, mại dâm và nô lệ là những yếu tố chính trong phần bối cảnh. Tạo nhân vật dựa trên hệ thống nhập vai SPECIAL trong game.

## Cốt truyện
Câu chuyện lấy bối cảnh năm 2170 tại nơi từng là New Mexico. Nhân vật chính bị thương tỉnh dậy trong một hang động không nhớ được mình là ai. Nhân vật chính bắt đầu tìm kiếm những gợi ý về quá khứ của mình nhưng manh mối duy nhất có được là một tấm bùa hộ mệnh bí ẩn.
Trên đường đi, nhân vật chính bắt gặp một nhóm Ghoul (người bị đột biến sống sót sau thảm họa hạt nhân) hành động như thể họ biết người chơi rồi sau cố gắng sát hại người chơi. Sau đó, người chơi tìm thấy một Ghoul đang hấp hối tên là Thomas nói rằng họ là bạn thân nhất của người chơi. Thomas tiết lộ với người chơi rằng họ là thành viên của Giáo phái Rebirth (Tái sinh), dưới sự dìu dắt của một kẻ được mệnh danh là Đấng Cứu Tinh (Saviour). Giáo phái này sở hữu nguyên một cỗ máy có khả năng biến Ghoul thành người bình thường. Vấn đề là để biến thành Ghoul một lần nữa cần ít nhất một người bình thường và người bị biến sau đó chết do quá trình phân hủy mô. Nhân vật chính, cùng với Đấng Cứu Tinh, là một trong những Ghoul đã biến thành nên điều đó có nghĩa là họ cũng sẽ chết. Trong căn cứ Rebirth, người chơi được phép chọn xem nên gia nhập giáo phái một lần nữa hay tiêu diệt giáo phái này luôn.
Nếu người chơi gia nhập giáo phái một lần nữa có thể giúp họ phá hủy cả thành phố Albuquerque, nhưng bù lại người chơi bỏ mạng trong trận chiến. Về sau này Rebirth nắm quyền thống trị toàn bộ khu vực, báo trước một cuộc xung đột với Cộng hòa Tân California.
Nếu người chơi phá hủy căn cứ của Rebirth, sau đó chấm dứt hy vọng trở lại bình thường của phe Ghoul, giáo phái này sẽ bị phá hủy và nhân vật chính đi đến vùng đất hoang cố tự sát để tránh cái chết từ từ do phân hủy mô.

## Phát triển
Quá trình phát triển bắt đầu vào năm 2003 khi công cụ tạo màn và tài liệu kịch bản chính thức cho Fallout được phát hành. Phải mất 10 năm phát triển vì cả nhóm làm game đều đánh giá thấp quy mô dự án này. Do vậy mà phần cốt truyện chính và nhiều khái niệm đều được thay đổi trong quá trình phát triển. Bản mod được hoàn thành và phát hành vào năm 2013. Bản dịch tiếng Anh của mod được phát hành vào ngày 15 tháng 7 năm 2016.

## Đón nhận
Bản mod nhận được hầu hết những đánh giá tích cực kể từ khi phát hành, với số điểm trung bình là 75% tại cơ sở dữ liệu game của Séc mang tên Databaze-her. Độc giả của Bonusweb đã bầu chọn đây là tựa game hay nhất năm thứ 6 trong năm. Độc giả của Eurogamer Séc đã bầu chọn nó là tựa game nhập vai hay nhất đứng thứ ba trong năm.